# Кіоеа
Кіоеа (Chaetoptila angustipluma) — вимерлий вид горобцеподібних птахів родини Mohoidae.

## Поширення та вимирання
Ендемік Гавайських островів. Відомий з чотирьох музейних зразків, що зібрані на острові Гаваї. У 1978 році у печері на острові Оаху знайдені кістки птаха, що, можливо, належав до цього виду.
Вперше цього птаха спостерігали у 1840 році. Вже тоді цей птах був рідкісним. У 1859 році колекціонер Джеймс Міллс вполював декілька птахів. Більше птах не спостерігався. Причини його вимирання невідомі.

## Опис
Птах завдовжки до 33 см. Верхня частина тіла темно-коричнева із зеленкуватими прожилками, нижня частина — брудно-білого відтінку з коричневими прожилками. На обличчі була чорна «маска», яка починалася з боків дзьоба, що закінчувалася на кінчику боків шиї. Хвіст коричневий з жовтими краями. Очі темно-коричневі.

## Спосіб життя
Мешкав у вологому тропічному лісі. Живився нектаром та дрібними комахами.